# Václav Kolář (politik)
Václav Kolář (19. března 1908 Chrást (okres Nymburk) – 24. října 1993 Praha) byl český a československý politik Komunistické strany Československa, diplomat a poúnorový poslanec Národního shromáždění ČSR.

## Biografie
Vyučil se obchodním příručím a stal se skladníkem. V roce 1931 se stal členem KSČ. V roce 1933 se stal vedoucím prodejny družstva Včela a od roku 1935 působil jako ředitel Dělnického družstva v Týništi nad Orlicí. V roce 1937 přešel zpět do Včely. Za nacistické okupace působil v odboji. Působil ve skupině, která šířila protinacistické letáky a opatřovala peníze pro příbuzné politických vězňů. Byl zatčen a stanul před soudem v Drážďanech, který mu v roce 1941 vyměřil čtyřletý trest odnětí svobody. Po odpykání trestu byl propuštěn.
Po válce se zapojil do politického života. Od roku 1948 pracoval na ÚV KSČ nejprve v pozici vedoucího hospodářského oddělení a později vedl oddělení plánování, obchodu a financí. V letech 1951-1953 byl vedoucím tajemníkem KV KSČ v Gottwaldově a v letech 1953-1958 vykonával stejnou funkci v KV KSČ v Ostravě.
Ve volbách roku 1954 byl zvolen do Národního shromáždění za KSČ ve volebním obvodu Ostrava-Slezská Ostrava. V Národním shromáždění zasedal do konce jeho funkčního období, tedy do voleb v roce 1960. K roku 1954 se profesně uvádí jako vedoucí tajemník Krajského výboru KSČ v Ostravě.
10. sjezd KSČ ho zvolil za kandidáta Ústředního výboru Komunistické strany Československa. 11. sjezd KSČ ho ve funkci potvrdil. V období leden – září 1951 byl členem organizačního sekretariátu ÚV KSČ.
Od srpna 1959 začal pracovat ve službách ministerstva zahraničních věcí. V letech 1959-1964 působil jako vedoucí vnitřní správy ministerstva. V září 1964 se stal velvyslancem v NDR a podílel se na přípravách k uzavření spojenecké smlouvy mezi tehdejší ČSSR a NDR, k jejímuž podpisu došlo v roce 1967. V srpnu 1968 se odmítavě vyjádřil k invazi vojsk Varšavské smlouvy, na základě čehož byl v listopadu 1968 ze své funkce odvolán a následně odešel do důchodu.